# Shockwave (cómic)
Shockwave — Onda de Choque en España—  (Lancaster Sneed) es un personaje ficticio que aparece en los cómics estadounidenses publicados por Marvel Comics. 

## Historial de publicaciones
La primera aparición de Shockwave fue en Master of Kung Fu vol. 1 # 42 (julio de 1976), y fue creado por Tom Sutton, Doug Moench y Paul Gulacy.

## Biografía ficticia
Lancaster Sneed nació en Newcastle-on-Tyne, Inglaterra, y es sobrino de Sir Denis Nayland Smith. Antes de convertirse en agente de inteligencia de la agencia británica MI-6, fue actor de carnaval. Después de robar un exoesqueleto experimental, se convirtió en el mercenario y criminal profesional conocido como Shockwave. Conspiró para matar a su tío y Black Jack Tarr, y primero luchó contra Shang-Chi. Fue revelado como el sobrino de Smith y fue derrotado por Shang Chi.
Aparentemente regresó más tarde, y Shang Chi pensó que estaba luchando contra la onda de choque real, pero de hecho era un robot duplicado controlado por el Doctor Doom. El verdadero Shockwave fue lavado de cerebro más tarde por MI-6, y atacó a su tío, y luchó contra Clive Reston y Shang-Chi. Junto a Brynocki, Shockwave luchó contra Shang Chi y Leiko Wu en la isla Mordillo. Cuando Brynocki se vuelve contra él, Shockwave luchó contra Brynocki y sus robots junto a Shang Chi, Leiko Wu y Black Jack Tarr.
Junto a Zaran y Razor Fist, Shockwave más tarde atacó a los Vengadores de la Costa Oeste en nombre de los Deltoids de S.H.I.E.L.D., pero fue derrotado por Iron Man y escapó. Shockwave asistió a la Exposición de Armas A.I.M. y luchó contra el Capitán América junto con los otros criminales disfrazados allí.
Como Shockwave, ha sido miembro de los Expediters Orientales y de la Secta Daga Dorada. Ha sido el aliado de muchos autores intelectuales y criminales, incluidos Zheng Bao Yu, Tarrant/Griswold, y Zheng Zu.
El segundo Crimson Cowl reclutó a Shockwave para unirse a su encarnación de los Maestros del Mal.
Más tarde estuvo involucrado en un complot terrorista RAID en Londres, solo para ser frustrado por Union Jack.
Durante el apogeo de la historia de "Civil War" fue capturado por Heroes for Hire. Lancaster ha sido identificado como uno de los 142 superhéroes registrados que se han registrado como parte de la Iniciativa Cincuenta Estados.
Alguien que se parece a Shockwave estaba entre los miembros del Sindicato del Crimen de Capucha. Fue derrotado por los Nuevos Vengadores, sin embargo, escapó de la cárcel.
Recientemente apareció en Brand New Day como uno de los villanos del Bar With No Name.
Durante la historia de "Secret Invasion", Shockwave es uno de los villanos encarcelados en la Balsa cuando los Skrulls atacan. Es uno de los muchos supervillanos que se unieron al sindicato del crimen de la Capucha y atacaron a una fuerza invasora Skrull.
Durante la historia de "Dark Reign", Quasimodo analizó la información sobre Shockwave para Norman Osborn. Se une a la pandilla de Capucha en un ataque a los Nuevos Vengadores, que esperaban a los Vengadores Oscuros. Luego, la pandilla fue enviada en una misión para matar a Tony Stark, y le prometieron montañas de lingotes de oro de Norman Osborn como recompensa por el primero que lo hiciera. Shockwave puede localizar a Tony en Bayeux, Francia, pero queda incapacitado a corta distancia.
Fue visto durante el Sitio de Asgard como parte del sindicato del crimen de Capucha.
Durante la historia de "Avengers: Standoff!", Shockwave era un preso de Pleasant Hill, una comunidad cerrada establecida por S.H.I.E.L.D.
Durante el arco de "Búsqueda de Tony Stark", Shockwave es visto como un miembro de la pandilla de Capucha mientras atacan el Castillo Doom. Él y Rampage sostuvieron los brazos del Doctor Doom mientras Demoledor trabaja para abrir su armadura de Iron Man.
Shockwave es parte de un grupo de enemigos de Shang-Chi que incluye Razor Fist, Shen Kuei, Death-Hand, Shadow Stalker, Tiger-Claw y liderado por el hermano adoptivo de Shang-Chi, Sol de Medianoche, que embosca al Maestro de Kung Fu y Dominó mientras el dos están en una cita en Hong Kong. Shockwave es derrotado después de que uno de sus golpes dirigidos a Dominó falla y golpea a Shadow-Stalker, cuyo mayal es desviado de una bandeja de servicio lanzada por Domino y golpea a Shockwave en la cara, dejándolo inconsciente. Después de la pelea, Shang-Chi advierte al grupo que se retire y se olvide de la emboscada que haya tenido lugar o que se enfrente a más ataques de Dominó.

## Poderes y habilidades
Lancaster Sneed es un maestro en varias artes marciales, especialmente en kárate. Fue entrenado en combate armado y desarmado por la inteligencia militar británica. Es un experto en dispositivos eléctricos y habilidoso en trabajos de demolición. Su cuerpo fue reconstruido quirúrgicamente usando placas de metal, mejorando su fuerza, velocidad, agilidad, resistencia, durabilidad y reflejos, pero no a niveles sobrehumanos. Lleva un traje de armadura corporal de exoesqueleto robado que está equipado con un aparato que genera descargas eléctricas al contacto.
Posteriormente, el traje se impermeabiliza para evitar cortocircuitos en contacto con el agua.

## En otros medios

### Televisión
Una variación de Shockwave aparece en el episodio "Armor Wars" de la serie animada de Iron Man: Armored Adventures. Esta versión es miembro de la Guardia de Obadiah Stane, fue un ex ejecutor de Maggia y habla con acento australiano.

### Videojuegos
- En Marvel Avengers Alliance, Shockwave fue encontrado asesinado por el Círculo de los Ocho.
- Shockwave aparece en Captain America: The Winter Soldier - El juego oficial. Aparece como parte de la organización terrorista RAID. Mientras RAID invade una instalación del Proyecto Pegaso, Shockwave es enviado a causar estragos para distraer a S.H.I.E.L.D. Es derrotado por el Capitán América, quien lo llevó a S.H.I.E.L.D. para ser interrogado por Black Widow, pero ella no puede sacarle mucho provecho.